# Hemicentrus retusus
Hemicentrus retusus är en insektsart som beskrevs av William Lucas Distant. Hemicentrus retusus ingår i släktet Hemicentrus och familjen hornstritar. Inga underarter finns listade i Catalogue of Life.